# Lista de prêmios agrícolas
Esta lista de prêmios agrícolas é um índice sobre prêmios notáveis concedidos por contribuições à agricultura. Eles podem ser limitados a pessoas do mesmo país em que o prêmio é concedido ou podem abranger contribuições de todo o mundo.

## Prêmios
| País          | Prêmio                                                       | Patrocinador                                                                                 | Notas |
| ------------- | ------------------------------------------------------------ | -------------------------------------------------------------------------------------------- | --- |
| Austrália     | Farrer Medal                                                 | Farrer Memorial Trust                                                                        | Oração Farrer Memorial, a ser proferida por uma pessoa com formação agrícola |
| Bangladesh    | National Agriculture Awards                                  | Ministry of Agriculture                                                                      | Contribuição substancial no campo da pesquisa em desenvolvimento agrícola |
| Canadá        | Agricultural Hall of Fame of Quebec                          | Agricultural Hall of Fame of Quebec                                                          | Contribuição duradoura para o avanço do campo da agricultura na província de Quebec, Canadá |
| Canadá        | Canadian Agricultural Hall of Fame                           | Canadian Agricultural Hall of Fame                                                           | Canadenses que fizeram contribuições extraordinárias para a agricultura e a indústria alimentícia |
| Chile         | National Prize for Applied Sciences and Technologies         | CONICYT                                                                                      | Cientista cujo trabalho na respectiva área do conhecimento o torne merecedor da referida distinção |
| Índia         | Borlaug Award                                                | Coromandel Internacional                                                                     | Cientistas indianos de destaque por suas pesquisas e contribuições no campo da agricultura e meio ambiente |
| Índia         | Rafi Ahmed Kidwai Award                                      | Índian Council of Agricultural Research                                                      | Pesquisadores indianos na área agrícola |
| Índia         | Rao Bahaddur Ramanath Iyer Award                             | Índian Society for Cotton Improvement                                                        | Trabalho de pesquisa de algodão na Índia[carece de fontes?] |
| Índia         | Swamy Sahajanand Saraswati Extension Scientist/ Worker Award | Índian Council of Agricultural Research                                                      | Realizações de destaque no campo da pesquisa em educação agrícola |
| Índia         | Udyan Pandit Award                                           | National Horticultural Board                                                                 | Excelência em fruticultura na Índia |
| Índia         | Om Prakash Bhasin Award                                      | Shri Om Prakash Bhasin Foundation                                                            | Excelência nas áreas de ciência e tecnologia |
| Índia         | VASVIK Industrial Research Award                             | VASVIK                                                                                       | Excelência em pesquisa industrial nas áreas de ciência e tecnologia |
| Internacional | Norman Borlaug Award for Field Research and Application      | Borlaug Dialogue / World Food Prize                                                          | Pesquisadores com menos de 40 anos que imitam a inovação científica e a dedicação à segurança alimentar do Dr. Norman Borlaug |
| Internacional | Borlaug Medallion                                            | World Food Prize Foundation                                                                  | |
| Internacional | World Agriculture Prize                                      | Global Confederation of Higher Education Associations for the Agricultural and Life Sciences | Incentivar o desenvolvimento da missão das instituições de ensino superior em educação, pesquisa, inovação e extensão nas ciências agrícolas e da vida, reconhecendo a distinta contribuição de indivíduos para esta missão            |
| Internacional | Prêmio Mundial de Alimentação                                | World Food Prize Foundation                                                                  | Contribuições em qualquer campo envolvido no abastecimento mundial de alimentos: ciência e tecnologia de alimentos e agricultura, manufatura, marketing, nutrição, economia, redução da pobreza, liderança política e ciências sociais |
| Israel        | Prêmio Wolf de Agronomia                                     | Wolf Foundation                                                                              | Agricultura |
| Reino Unido   | Bledisloe Gold Medal for Landowners                          | Royal Agricultural Society of England                                                        | Realização notável na gestão bem-sucedida da terra e no desenvolvimento de uma propriedade agrícola inglesa |
| Reino Unido   | Veitch Memorial Medal                                        | Royal Horticultural Society                                                                  | Excelente contribuição para o avanço e melhoria da ciência e prática da horticultura |
| Reino Unido   | Victoria Medal of Honour                                     | Royal Horticultural Society                                                                  | Horticultores britânicos residentes no Reino Unido |